# ホイシュレッケ
ホイシュレッケ 10（Heuschrecke 10）とは1943年から1944年にかけ、ドイツのクルップ・グルゾン社によって開発された試作自走砲および兵装運搬車の名称である。本車の制式名称は105 mm leichte Feldhaubitze 18/1 L/28 auf Waffenträger Geschützwagen IVbで、製造はドイツのマクデブルクで行われることとされた。このホイシュレッケは搭載・卸下が可能な砲塔を装備し、降ろした砲塔はトーチカとして用いられる他、砲兵部隊の装備として車両の後方に取り付け、牽引できた。
クルップ社は1942年から1943年にかけて試作車を3両のみ生産した。ホイシュレッケは当初、IV号戦車の車体を短縮したものを使用して生産されたが、後にはフンメル自走砲用に開発されたゲシュッツヴァーゲンIVの車体に換えられた。ホイシュレッケ10の量産開始は1945年1月に予定されていたが、実行に移されることはなかった。

## 開発

### IV号b型10.5cm自走榴弾砲

Sd.Kfz. 165/1

1939年9月、兵器局第6課は、クルップ社に対して、ラインメタル社が開発した28口径10.5cm軽榴弾砲leFH18を、限定旋回砲塔形式で搭載する自走砲の開発要求を出した。
1940年2月、クルップ社は兵器局第6課に対し、設計案を提示した。これは「leFH18/1搭載IV号b型装甲自走砲」（特殊車輌番号：Sd.Kfz.165/1）と呼ばれた。IV号b型は後のホイシュレッケと類似の設計であったが、砲塔を取り外し、地面に設置することのできる機構を車体に装備していなかった。
1941年、クルップ社は、改修されたIV号戦車の車体を基礎とし、10.5cm leFH 18/1 L/28砲を搭載した、試作車2輌を製造した。1942年1月初め、一連の試験の後、ドイツ国防軍はIV号b型を受け入れた。
1942年7月には200両分の部品が発注されたものの、1942年春から進められてきた、本車と同様の自走砲であるホイシュレッケ計画の方が有望と見做され、結局1942年11月に本車の開発は中止され、クルップ社の子会社であるマクデブルクのグルゾン製作所で、1942年11月までの4ヶ月間で、先行生産型0ゼーリエ10両を完成させたのみに留まった。これらの車輌は東部戦線に投入された。
試作車と先行生産型は、低出力だが小型軽量のエンジンである、マイバッハHL66P 4ストローク直列6気筒液冷ガソリンエンジン（180 hp/2,800 rpm）を搭載していた。

### 試作型

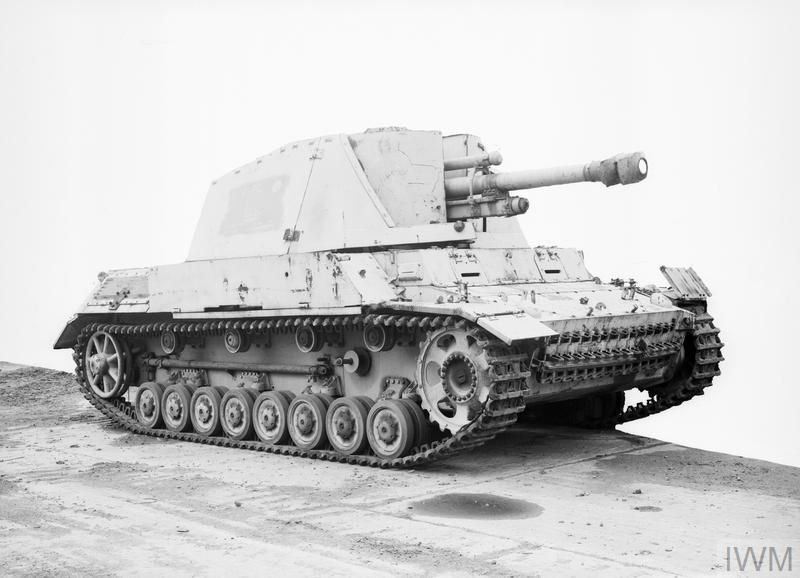
leFH 18/40/2 auf Geschützwagen III/IV

ホイシュレッケの設計は1942年に開始された。このときクルップ社は新式の自走砲を構想していた。1943年、クルップ社は3両の試作車輌を生産し、582501から582503の個別番号を充てた。またこれらはホイシュレッケ10もしくはホイシュレッケIVbの両方の名称で呼ばれていた。
本車はクルップ社によって設計されていたが、類似の設計の車輌がアルケット社とラインメタル・ボルジヒ社で製造されていた。名称は105 mm leFH 18/40/2 auf Geschützwagen III/IVである。この車輌は1944年4月に準備が整った。比較審査では、ラインメタル・ボルジヒ社製の車輌がクルップ社のものよりも全てにおいてわずかに良好な性能を示した。そこでIV号戦車を用いたラインメタル・ボルジヒ社の設計に則り、車体を交替して利用することが決定された。量産は1944年10月に開始するものとされたが、1944年12月には車体の選定がゲシュッツヴァーゲンIVに変更となった。マクデブルグでの量産開始は1945年2月に意図されたものの、1両も生産されることはなかった。

### 開発停止
ナチス・ドイツの上級司令部は、ホイシュレッケの量産が、必要とされる戦車の生産を混乱させるのではないかと考えていた。兵装運搬車の製造のために必要とされる材料の量は非常に大きなものであり、クルップ社のような一連の企業は生産停止を申し渡された。大多数の兵装運搬車は全く生産段階を出なかった。またホイシュレッケは、装甲兵総監であるハインツ・グデーリアンの興味を惹いたものの、グデーリアンは戦車の量産を割いてこれらの車輌を開発する無価値さに同意した。そこでホイシュレッケの開発は1943年2月に取り消された。

## 設計

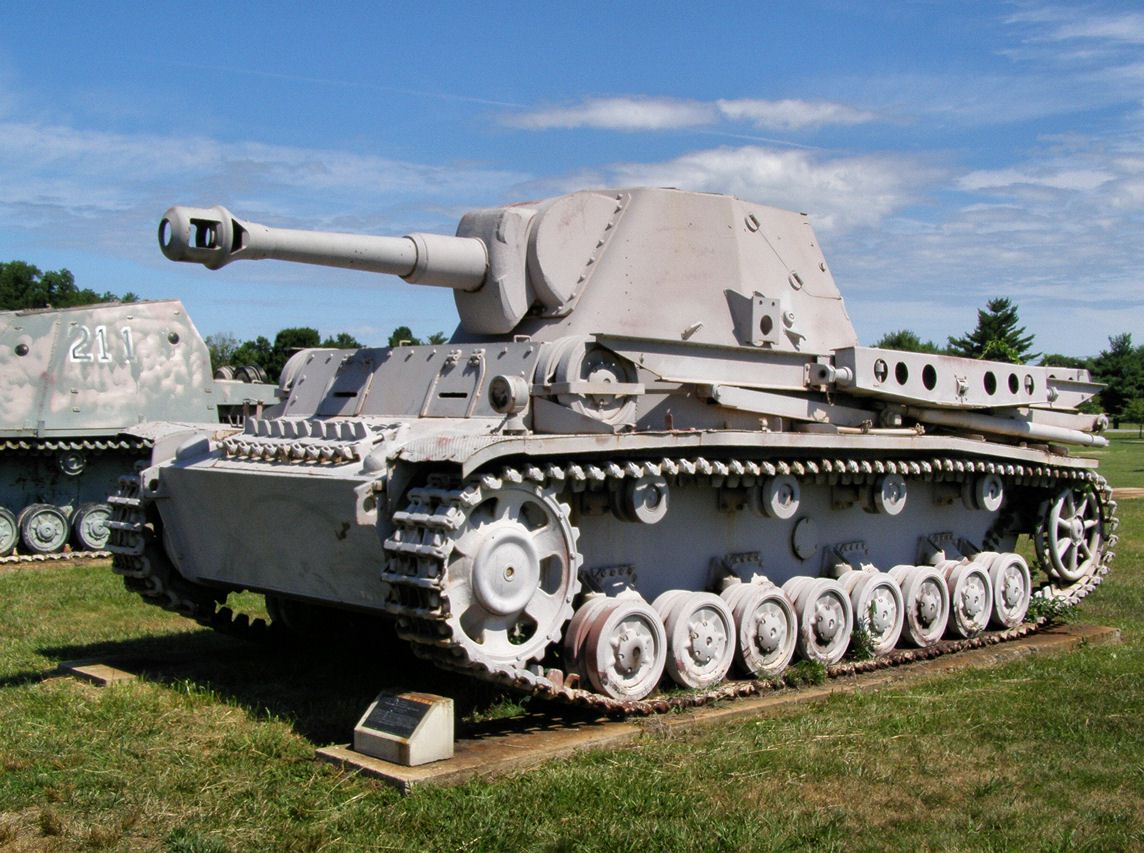
車体側面後方に砲塔を取り外すためのクレーンが積まれている。

### 砲塔
ホイシュレッケの大きな特徴は取り外し可能な砲塔である。車体に装備された大型クレーンにより、コンクリート製の防御建築物や地上で用いるために砲塔を取り外して設置することができた。本車の榴弾砲は車体からも発砲可能だったが、本車は据砲場所へ砲兵装を運び、使用前には取り外すよう設計されていた。砲塔のない車輌は弾薬輸送車または回収車輌として使用できた。試作砲塔は105mm leFH 18/1 L/28を装備した。ただし量産車輌には105mm leFH 43 L/28を装備することとされていた。

### 車体およびエンジン
ホイシュレッケの車体は装甲板を溶接で組み立てており、装甲厚は10mmから25mmである。また傾斜装甲は飛来する銃砲火への防護をより効果的なものにしている。本車は大きな弾薬庫を持つことで、輸送できなかった弾薬の損失を軽減し、補助するための弾薬輸送車の一種になっている。原型の試作車輌ではエンジンが12気筒マイバッハHL90であるが、量産モデルでは12気筒マイバッハHL100が選ばれた。

## 残存車輌
1両のホイシュレッケ10のみが大戦を経て残ったと考えられている。唯一の残存車は当初アバディーン性能試験場で展示されていた。この車輌は、他いくつかの第二次大戦時の自走砲とともに、その場所からオクラホマ州のフォート・シルに所在するフォート・シル野戦砲兵博物館に移送された。2012年、フォート・シルに本車が到着したすぐ後、兵站塗装作業所のフォート・シル委員会によりレストアが行われた。

## 諸元
| 名称          | 特殊用途車輌.165/1 | クルップ・グルゾン製車輌 | ラインメタル・ボルジヒ製車輌 |
| ------------- | --- | --- | --- |
| 重量          | 18t | 23t | 25t |
| 乗員          | 4名 | 5名 | 5名 |
| 機関          | マイバッハ HL 66 / 6気筒 / 188馬力 | マイバッハ HL 100 12気筒 / 410馬力 | マイバッハ HL 90 12気筒 / 360馬力 |
| 速度          | 35km/h | 45km/h | 45km/h |
| 航続          | 路上: 240km 不整地: 130km | 路上: 300km | 路上: 300km |
| 燃料容量      | 410リットル | | |
| 車体長        | 5.90m | 6.00m | 6.80m |
| 全幅          | 2.87m | 3.00m | 3.00m |
| 全高          | 2.25m | 3.00m | 2.90m |
| 兵装          | 105mm leichte Feldhaubitze 18/1 L/28 | 105mm leichte Feldhaubitze 18/1 L/28 | 105mm leichte Feldhaubitze 18/40/2 L/28 |
| 携行弾薬数    | 60発 | 60発 | 80発 |
| 装甲(mm/角度) | 前面 上部構造: 30/10 - 前面 車体: 30/12 - 前面 砲塔: 20/20 - 砲防盾: 20/0-70 - 側面 上部構造: 14.5/0 - 側面 車体: 14.5/0 - 側面 砲塔: 14.5/15 - 後面 上部構造: 14.5/20 - 後面 車体: 14.5/10 - 後面 砲塔: 14.5/10 - 上面 上部構造: 10/90 - 上面 底面 車体: 14.5/90 - 上面 砲塔: 開放式 | - 車体: - Front 30/20 - Side: 16/0 - Rear: 16/20 - Top/Bottom: 10/90 - 砲塔 - 前面: 30/30 - 砲防盾: 30 - 側面および後面: 16/20-25 - 上面: 開放式 - 上部構造: - 上面: 10/90 - 前面: 30/20 - 側面: 16/0 - 後面: 16/20 | - 車体: - 前面: 20/20 - 側面: 20/0 - 後面: 20/10 - 上面/底面: 10/90 - 砲塔: - 前面: 10/25 - 砲防盾: 10/0 - 側面: 10/25 - 後面: 10/12 - 上面 砲塔: なし - 上部構造: - 上面: 10/90 - 前面: 30/20 - 側面: 10/0 - 後面: 10/10 |